# Пантелеєво (Нижньогородська область)
Пантелеєво (рос. Пантелеево) — присілок в Богородському районі Нижньогородської області Російської Федерації.
Населення становить 54 особи. Входить до складу муніципального утворення Шапкинська сільрада.

## Історія
Від 2004 року входить до складу муніципального утворення Шапкинська сільрада.

## Населення
| 1999 | 2002 | 2010 |
| ---- | ---- | ---- |
| 78   | ↘72  | ↘54  |